# 青沼英二
青沼英二（曾用名：小野塚英二，1963年3月16日—）是一位日本的游戏设计师和游戏制作人。出生于长野县，血型为A型。现供职于日本著名游戏公司任天堂，担任企劃製作本部高級管理人員，此前為副部長和第三製作組經理。他因制作了任天堂64平台及以后的一系列《塞尔达传说》系列作品而闻名。爱称是“胡子大叔”。

## 生平
1963年，青沼英二出生于日本的长野县。1988年，毕业于东京艺术大学设计专业。同年在大学前辈，也是任天堂员工的小田部羊一介绍下，通过面试进入任天堂工作，当时的面试官其中一人正是宫本茂。

### 任天堂
青沼英二进入任天堂以后，第一个项目被安排参加FC上的《马里奥高尔夫公开赛》，他参与了绘图、图像设计等工作。
1996年发售在SFC平台上的动作冒险游戏《奇异 ~猴子们的宝岛~》（マーヴェラス 〜もうひとつの宝島〜） 是青沼英二的第一款以游戏制作人的身份参与的电子游戏。而由于在《奇异 ~猴子们的宝岛~》的表现出色，青沼英二之后被宫本茂招进当时已经开始开发的《塞尔达传说 时之笛》的开发组中。 从此他与《塞尔达传说》系列结下了不解之缘。
在完成时之笛的开发后，他又马不停蹄地开始了其续作《薩爾達傳說 穆修拉的假面》的开发工作。接下来是任天堂GameCube上的塞尔达传说《塞尔达传说 风之杖》和任天堂GameCube与Wii双平台的《塞尔达传说 黄昏公主》；虽然在结束《风之杖》的工作后，青沼英二曾考虑过制作其他游戏，但是宫本茂说服他继续创作《塞尔达传说》系列的续作，  这就有了《黄昏公主》的出现。
之后他又负责了任天堂DS上的《塞尔达传说》两作：《薩爾達傳說 夢幻沙漏》和《薩爾達傳說 大地汽笛》。他还帮助开发了塞尔达传说的外传作品《林克的十字弓訓練》。
青沼英二在任天堂3DS上负责了《塞尔达传说 时之笛 3D》的制作。以及作为《塞尔达传说》系列前传的Wii平台上的《薩爾達傳說 禦天之劍》。
之后青沼英二在Wii U平台以全高清的形式重制了《薩爾達傳說 風之律動 HD》。在时隔22年，他在任天堂3DS上制作了《塞尔达传说 众神的三角之力》之续作《塞尔达传说 众神的三角力量2》。此外，他还监督了《塞尔达传说》系列的外传性质的《塞尔达无双 災厄啟示錄》。在任天堂3DS上，他监督了为纪念原作发售15周年而重制的《薩爾達傳說 穆修拉的假面3D》；此外青沼英二还将在任天堂3DS上制作一款以联机为主要卖点的《塞尔达传说 三角神力三劍士》。
在任天堂公司里，他和同事组建了一支乐队，目前有近70位成员。

## 个人生活
青沼英二在接受采访时曾表示自己在生活中很少再去玩游戏，因为工作就是制作游戏。他在闲暇时间更喜欢演奏乐器；他最擅长的是邦哥鼓，并且将这一元素带到了《薩爾達傳說 穆修拉的假面》中。 青沼英二称他自己是《孤岛惊魂》系列的粉丝。

## 参与作品
| 年份 | 作品                                 | 职务                           |
| ---- | ------------------------------------ | ------------------------------ |
| 1991 | 瑪利歐高尔夫公開賽                   | 制图                           |
| 1993 | Joy Mech Fight                       | 像素畫制图                     |
| 1996 | BS超级马里奥兄弟USA Power Challenge  | 制图（与小田部羊一、井泽圭子） |
| 1996 | 奇异 ~猴子们的宝岛~                  | 制作人                         |
| 1998 | 塞尔达传说 时之笛                    | 總監（与山田洋一）             |
| 2000 | 薩爾達傳說 穆修拉的假面              | 總監（与小泉欢晃）             |
| 2002 | 薩爾達傳說 風之律動                  | 图像设计、總監                 |
| 2004 | 薩爾達傳說 四人之劍+                 | 制作人（与宫本茂）             |
| 2004 | 薩爾達傳說 不可思議的帽子            | 监督                           |
| 2006 | 薩爾達傳說 黃昏公主                  | 總監、图像设计                 |
| 2007 | 薩爾達傳說 夢幻沙漏                  | 制作人                         |
| 2007 | 林克的十字弓訓練                     | 制作人                         |
| 2009 | 薩爾達傳說 大地汽笛                  | 制作人                         |
| 2011 | 薩爾達傳說 时之笛 3D                 | 制作人                         |
| 2011 | 薩爾達傳說 禦天之劍                  | 制作人                         |
| 2013 | 薩爾達傳說 風之律動 HD               | 制作人                         |
| 2013 | 薩爾達傳說 众神的三角神力2           | 制作人                         |
| 2014 | 索尼克 失落世界（塞尔达传说主题DLC） | 監督                           |
| 2014 | 薩爾達無雙                           | 監督                           |
| 2015 | 薩爾達傳說 魔吉拉的面具 3D           | 制作人                         |
| 2015 | 薩爾達傳說 三角神力三劍士            | 制作人                         |
| 2016 | 薩爾達無雙 海拉魯全明星              | 監督                           |
| 2016 | 薩爾達傳說 黃昏公主 HD               | 制作人                         |
| 2017 | 薩爾達傳說 旷野之息                  | 制作人                         |
| 2019 | 薩爾達傳說 織夢島                    | 制作人                         |
| 2020 | 薩爾達無雙 災厄啟示錄                | 監督                           |
| 2021 | 薩爾達傳說 禦天之劍 HD               | 制作人                         |
| 2023 | 薩爾達傳說 王國之淚                  | 制作人                         |
| 2024 | 薩爾達傳說 智慧的再現                | 制作人                         |

## 荣誉
- 2016年金摇杆奖 - 终身成就奖[9]